# Gilman (Wisconsin)
Gilman é uma vila localizada no estado norte-americano de Wisconsin, no Condado de Taylor.

## Demografia
Segundo o censo norte-americano de 2000, a sua população era de 474 habitantes.
Em 2006, foi estimada uma população de 452, um decréscimo de 22 (-4.6%).

## Geografia
De acordo com o United States Census Bureau tem uma área de
6,1 km², dos quais 6,1 km² cobertos por terra e 0,0 km² cobertos por água. Gilman localiza-se a aproximadamente 375 m acima do nível do mar.

## Localidades na vizinhança
O diagrama seguinte representa as localidades num raio de 28 km ao redor de Gilman.